# Jarzębieniec
Jarzębieniec – (niem. Eschendorf) osada kociewska w Polsce położona w województwie kujawsko-pomorskim, w powiecie świeckim, w gminie Bukowiec. Należy do sołectwa Budyń.
W latach 1975–1998 miejscowość administracyjnie należała do województwa bydgoskiego.